# Mull of Galloway Trail

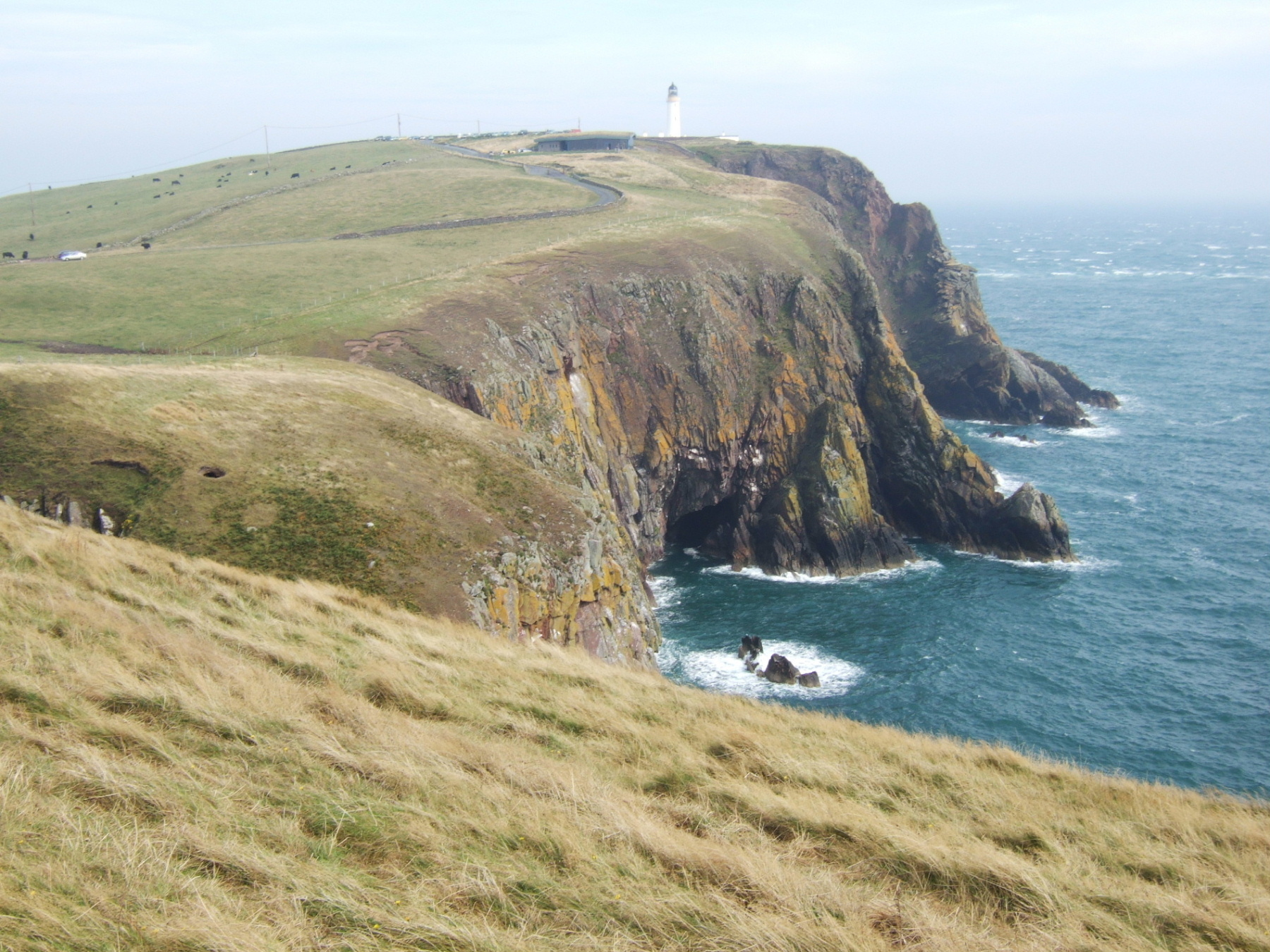

De Mull of Galloway Trail is een langeafstandswandelpad (Great Trail) in Schotland. Het pad is 59 kilometer lang en loopt van Mull of Galloway tot Ballantrae.